# Edgewood (Floride)
Pour les articles homonymes, voir Edgewood.
Edgewood est une ville américaine située dans le comté d'Orange en Floride.

## Démographie
| 1930 | 1940 | 1950 | 1960 | 1970 | 1980  |
| ---- | ---- | ---- | ---- | ---- | ----- |
| 103  | 34   | 217  | 436  | 392  | 1 034 |

| 1990  | 2000  | 2010  | - | - | - |
| ----- | ----- | ----- | - | - | - |
| 1 062 | 1 901 | 2 503 | - | - | - |

Selon le recensement de 2010, Edgewood compte 2 503 habitants. La municipalité s'étend sur 1,53 milles carrés (3,96 km2), dont 1,21 milles carrés (3,13 km2) de terres.